# Sport i TV
Sport i TV har över hela världen varit vanligt sedan TV slog igenom på allvar under 1950-talet. Sport i TV omfattar både livesändningar från sportevenemangen, och sportprogram. Det finns också dokumentärserier som behandlar sport.

## Sport i TV i olika länder

### Kanada
NHL-sändningarna Hockey Night in Canada genomförs i radio sedan 1933 och i TV sedan 1952.

### Sverige
Då Sverige arrangerade världsmästerskapet i fotboll 1958 var det ett av de första större sportevenemangen som visades i SVT, vilka den 29 november 1969 startade fotbollssändningarna Tipsextra, som sändes från Storbritannien och visades varje lördag under vintern i Sverige fram till den 18 mars 1995. Därefter tog TV4-Gruppen över med Tipslördag.
Under 1970- och 80-talen hade sportsändningarna i SVT kraftigt utökats, och kulminerade åren kring 1990. Många som inte var sportintrsserade var arga då TV-serier sköts upp och program utgick för att få plats för sportsändningarna. Därefter har andra kanaler tagit över stora delar av sportsändningarna. Sedan 1989 sköter MTG TV sändningarna till Sverige från världsmästerskapet i ishockey för herrar. Vintersporter sänds år 2007 mestadels i SVT:s Vinterstudion.

## Tablåer för Sport i TV i olika länder
Det finns en stor mängd olika samlingssidor och appar för att hitta tv-tider och kanaler för sportevenemang. Dessa typer av sajter/appar får ofta sina intäkter från annonsnätverk (affiliatenätverk).